# Centrale Woldgebied

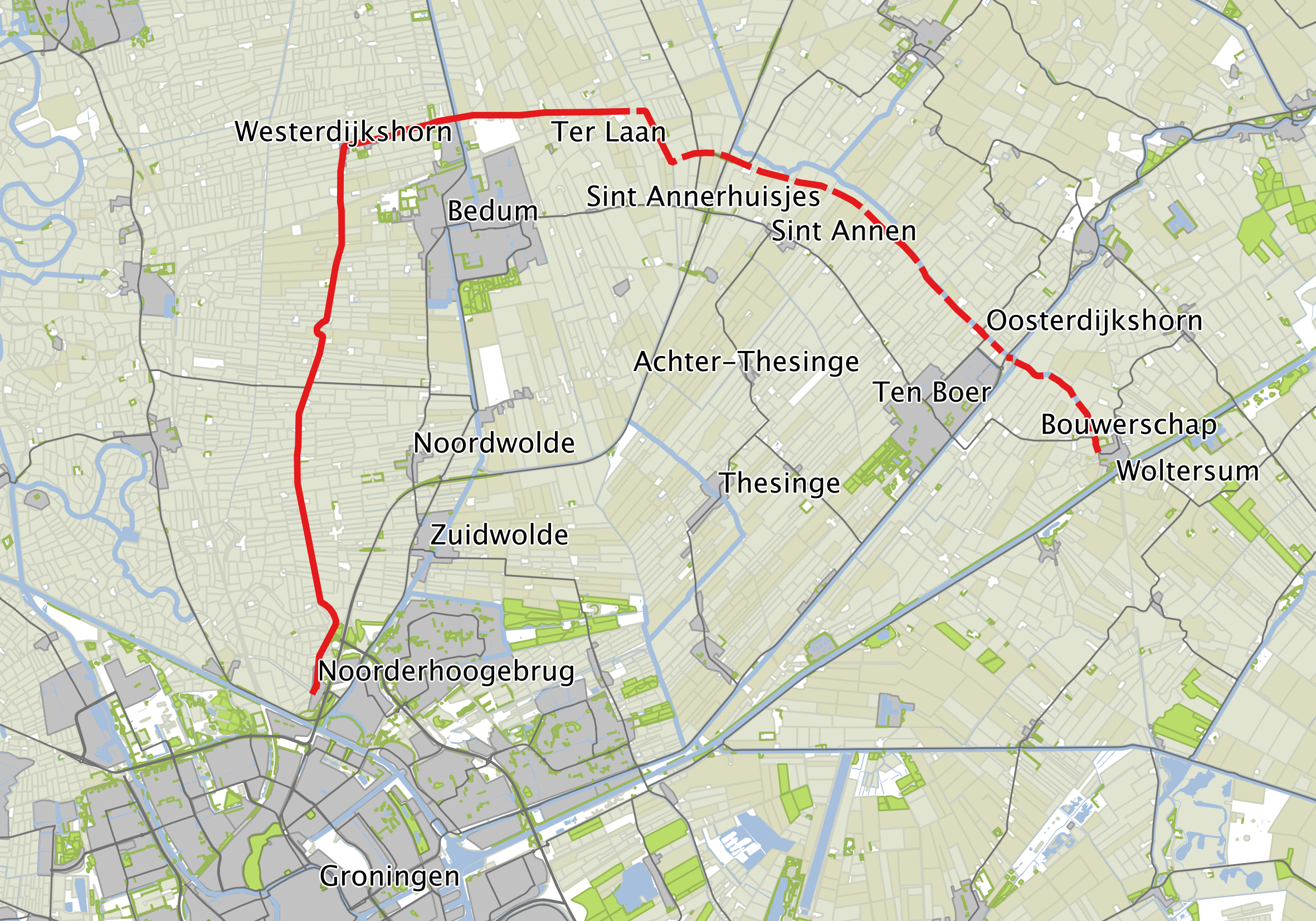
Wolddijk

Het Centrale Woldgebied, ook Groninger Woudgebied, Centrale Woldstreek of Centrale Bouwstreek genoemd, is het gebied in de provincie Groningen dat binnen de Wolddijk ligt. 
Het betreft een voormalig veenontginningslandschap, dat sinds de late middeleeuwen werd getroffen door bodemdaling en wateroverlast, waardoor een deel van de oorspronkelijke dorpen geheel of gedeeltelijk moest worden opgegeven.

## Ligging
Het Woldgebied (met de voormalige gemeenten Bedum en Ten Boer) is relatief laag gelegen, maar heeft een humusrijke kleibodem die geschikt is voor akkerbouw. Dit in tegenstelling tot de zware bodems van het Reitdiepgebied ten westen hiervan.
Dit geldt met name voor het gebied dat wordt begrensd door de voormalige Wolddijk. De  topbodemlaag bestaat hier grotendeels uit een zogenaamd wouddek: een antropogene kleilaag met veel vezelige plantenresten en restanten hoogveen. Deze vermenging is ontstaan tijdens de ontginning van het gebied, waarbij diepe geulen werden gegraven om kalkrijke klei uit de ondergrond naar boven te kunnen brengen om het land vruchtbaar te maken. De zogenaamde woudlaag daaronder is ook rijk aan plantenresten, maar deze zijn afkomstig uit een periode voorafgaand aan de vorming van het hoogveen.
De begrenzing van het Centrale Woldgebied is niet altijd duidelijk. Meindert Schroor en Jan Meijering rekenen in hun overzicht van de Groningse landschap ook de oostelijke oever van het Reitdiep (de voormalige Hunze) hierbij. Deze streek staat bekend als middeleeuwse landschap Ubbega. De historisch geograaf Clingeborg markeert het Selwerderdiepje als westgrens van het Groninger Woldgebied. De oostgrens wordt gevormd door het voormalige stroomgebied van de middeleeuwse rivier de Fivel.
Het gebied bestaat uit de voormalige schepperijen Innersdijken en Vierendeel. De landbouwstatistiek van 1912 rekende de Centrale Woldstreek (met voormalige gemeenten Bedum en Ten Boer) tot de Centrale Bouwstreek. Het Reitdiepgebied (met de voormalige gemeenten Winsum, Adorp, Ezinge, Aduard en Groningen) werd tot de Centrale Weidestreek gerekend. Sinds 1991 telt men het hele gebied tot de Centrale Weidestreek, waaraan ook het Humsterland is toegevoegd.
Volgens K. ter Laan werd het gebied vanouds betiteld als Lageland. Dit ter onderscheiding van het Hogeland.

## Hoogveenontginning

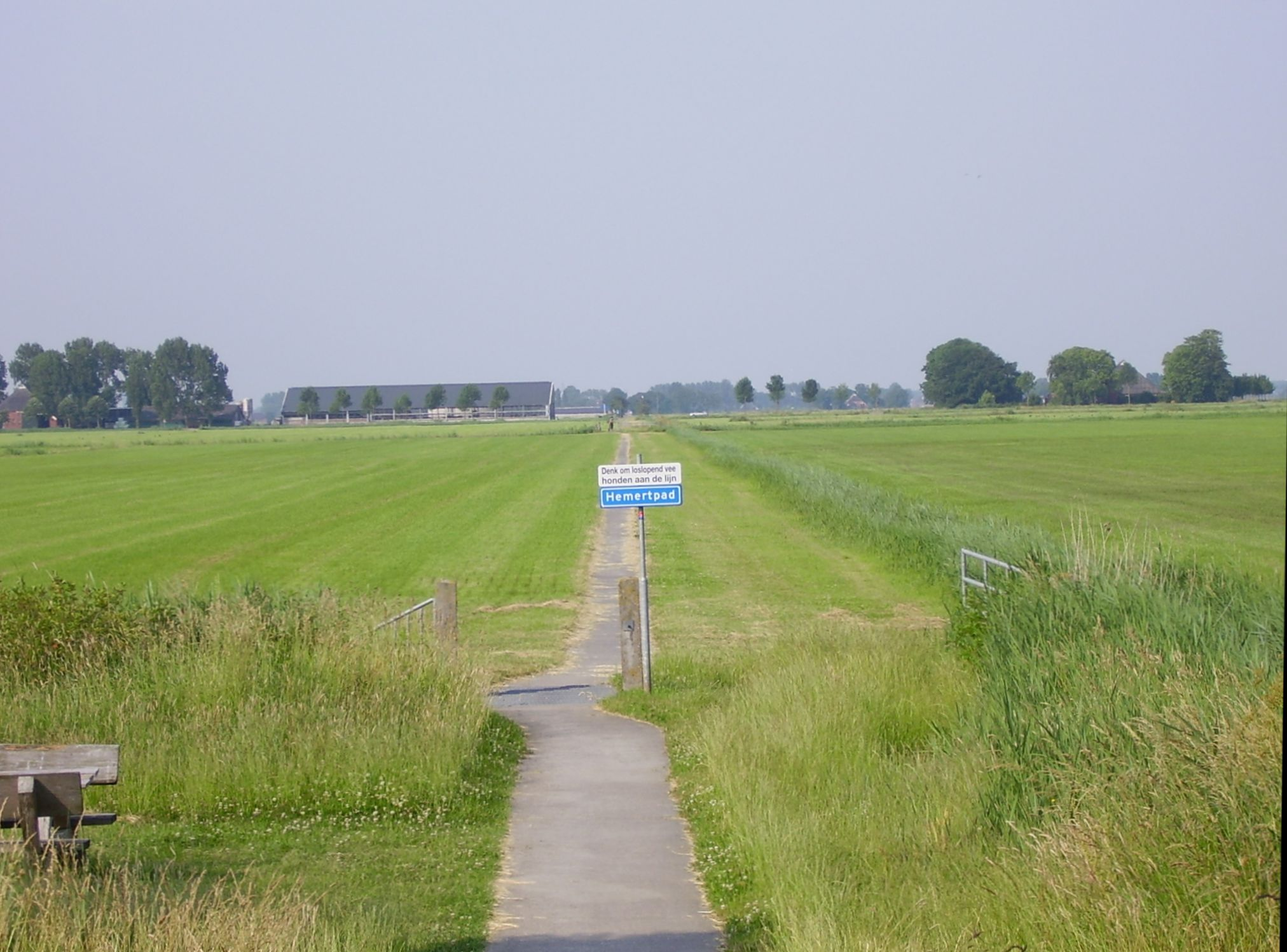
Blik vanaf de Wolddijk langs het Fietspad Hemertweg het Centrale Woldgebied in

Onder de kerken van Thesinge en Ten Boer is veen aangetroffen waarvan de onderkant dateert uit 500 voor Christus en de bovenkant uit 300 na Christus.
De legende van Walfridus uit Bedum verhaalt van (veen)ontginners uit ongeveer het jaar 1000.
De kern van dit veengebied heeft tijdens de transgressies voor het jaar 1000 standgehouden en is niet, zoals andere veengebieden in de kustzone, weggeslagen of met een verjongingsdek overdekt. De bodemkundige Arend Clingeborg gaat uit van cultivering en bewoning tijdens deze transgressiefase(n) voor het jaar 1000, waarbij het gebied voor graanteelt ontwaterd en ontgonnen is. Na oxidatie van het veen werd de akker te nat en schoof de akker op. De voormalige akkers werden opnieuw tot wildernis doordat het met bos begroeid raakte. Bedum dateert uit deze vroege ontginningsfase. Ook de dochternederzettingen in het veengebied van de omliggende wierdedorpen dateren uit deze fase. Vanaf de 12e en 13e eeuw is het gebied opnieuw ontgonnen omdat de bevolking in het gebied eromheen groeide. 
Schroor en Meijering (2007) gaan er in hun overzichtswerk over het Groningse landschap van uit dat de ontginning rond het jaar 1000 startte. Wim Ligtendag (1995) maakt echter aannemelijk dat deze al in de negende of tiende eeuw begon. Dat gebeurde met opstrekkende verkaveling. De ontginning was een georganiseerd proces onder landheerlijk of bisschoppelijk gezag. Doorgaans gebeurde dit vanaf de randen waarbij dochternederzettingen ontstonden: Steerwolde of Stuurwolde, later Thesinge van Stedum, Emmerwolde of Hemerderwolde van Hemert, Lutjewolde of Emderwolde van Westeremden. Andere dochternederzettingen zijn Onderwierum en Westerdijkshorn, die werden gesticht vanuit Bellingeweer en Wetsinge. De opstrekkende verkaveling verspringt op verschillende plaatsen. Dat wijst op dat de ontginning in verschillende fases heeft plaatsgevonden. Bedum is een zelfstandige nederzetting in het veengebied geweest. Door ontginning daalde het maaiveld en vernatte het gebied. Daarom werden er huisterpen aangelegd die in rijen kwamen te liggen. Zo ontstonden streekjes als Bovenrijge en Achter-Thesinge.
Om het gebied te beschermen omstreeks de 12e of 13e eeuw in een latere fase de Wolddijk aangelegd. Deze loopt van Noorderhogebrug in noordelijke richting naar Westerdijkshorn, Vandaar in oostelijke richting naar Ter Laan. Het gedeelte naar de Kardingermaar en verder is verdwenen. Van Ter Laan liep de Wolddijk in zuidoostelijke richting, eerst op enige afstand van de Westerwijtwerdermaar, later op de oever van de Westerwijtwerdermaar. Het fietspad op de oever van de Westerwijtwerdermaar vanaf gemaal Hemert naar Oosterdijkshorn draagt weer de naam Wolddijk. Zo vormt Oosterdijkshorn een soort van eindmarkering van de Wolddijk. In het verleden liep hij echter nog verder door langs de Woltersumer Ae richting Woltersum. Met de waterkering voor Duurswold, de Graauwedijk, was hij verbonden middels de hoge inversieruggen van de verdwenen Fivel.
Veel bewoonde plaatsen in het Centrale Woldgebied zijn later weer verlaten, het zijn zogenaamde wüstungen. De dorpen Emmerwolde (Hemederwolde), Oostbedumerwolde en Steerwolde gelden als volledige verlaten. Beijum, Ellerhuizen, Heidenschap, Lutjewolde (Emderwolde) en Westerdijkshorn zijn partiële wüstungen. Na verlaten te zijn geweest kwam er weer in een latere fase opnieuw bewoning. Deze plaatsen zijn vooral verlaten eind 15e en begin 16e eeuw toen er in de Ommelanden veel onrust en geweld was, terwijl de wateroverlast toenam. Ook leden de plaatsen door de oxidatie van het veen aan vernatting wat het woonklimaat ongunstig beïnvloedde.
De ontwateringsproblemen gaven aanleiding tot het oprichten van zijlvesten. Het westelijke woldgebied rond Bedum waterde uit in de richting van Onderdendam en Winsum, waar na 1300 het Winsumer- en Schaphalsterzijlvest werd gesticht. Het oostelijke woldgebied rond Ten Boer waterde aanvankelijk - samen met westelijk Duurswold - uit in de richting van de Fivel en het Damsterdiep. Doordat men begon dit water naar het westen af te leiden, ontstonden er conflicten. Ook het Maarvliet bood geen goed alternatief. Daarom werd dit gebied in de loop van de 13e eeuw opgedeeld: Ten Boer sloot zich aan bij de dorpen die hun water via Onderdendam loosden, oostelijk daarvan stond het Scharmerzijlvest, dat naar het Damsterdiep afwaterde.
Doordat in het Centrale Woldgebied het veen vrijwel volledig is geoxideerd, ligt het gebied lager dan andere aangrenzende gebieden, die aanvankelijk lager lagen en daardoor met sedimenten zijn overdekt.

## Nieuwe tijd
Het gebied vormt een grote kom, die na het verdwijnen van het veen erg gevoelig was voor wateroverlast. Het gebied was vrijwel uitsluitend nog geschikt voor veeteelt en stond 's winters vaak grotendeels onder water. Vanwege de hoge waterstanden gaf men de inwoners de bijnaam Kroeskoppen (krooskoppen). Ook werden ze wel gaanzeroppers (ganzentrekkers) genoemd, vermoedelijk omdat er veel ganzen werden gehouden. Pas door bemaling met poldermolens vanaf het einde van de achttiende eeuw maakte het Centrale Woldgebied een transformatie door. Het werd grotendeels een akkerbouwgebied met gemengde bedrijven. Rond Bedum werd veel kool verbouwd. Pas in de laatste halve eeuw is de veeteelt weer in opmars.

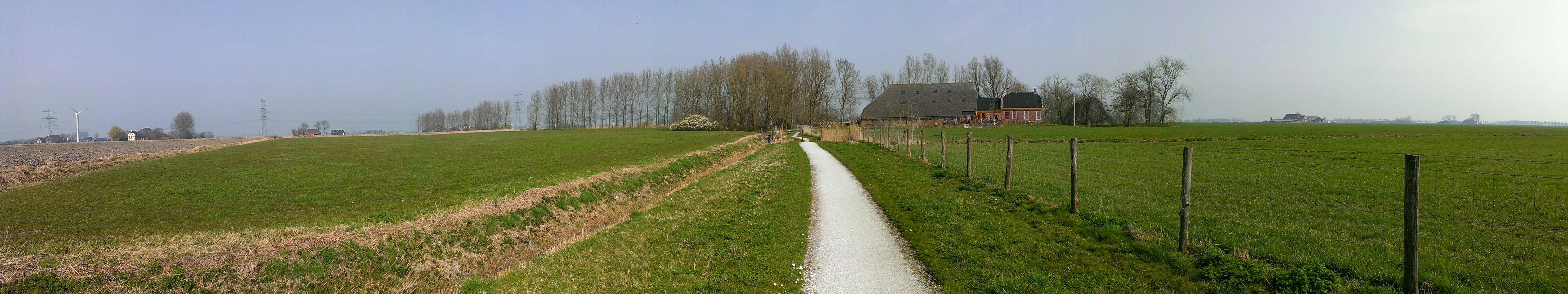
Het Zevenbruggetjespad ten oosten van Bedum in het Centrale Woldgebied